# 沈椿年
沈椿年（1933年—2024年3月4日），浙江宁波人，中国人民解放军将领、中国人民解放军中将。 1994年，授予中国人民解放军中将，曾任国防科学技术工业委员会副主任。